# Jimmy (film 1913)
Jimmy è un cortometraggio muto del 1913. Il nome del regista non viene riportato.

## Produzione
Il film fu prodotto dalla Essanay Film Manufacturing Company.

## Distribuzione
Distribuito dalla General Film Company, il film - un cortometraggio a una bobina - uscì nelle sale cinematografiche statunitensi il 10 gennaio 1913. Nel Regno Unito, venne distribuito il 27 marzo 1913.